# 銚子の口
銚子の口（ちょうしのくち）は、福島県耶麻郡西会津町にある阿賀川の峡谷の中でも特に有名な景勝地。

## 概要
新潟県境に近く越後三山只見国定公園(旧只見柳津県立自然公園)の最下流部分にあたり、奇岩が両岸よりせりだしている部分で、付近の地形が銚子のくびれに似ていることから名づけられた。幅広だった川が急に十数メートルに狭まって江戸時代の大坂廻米舟運では最大の難所と呼ばれ、人々を苦しめていたという。
急流が岩を洗う様は豪快であり、若葉や積雪の季節はもちろん、紅葉になれば奇岩のコントラストが引き立ち特に美しい、JR磐越西線の徳沢駅と上野尻駅の中間付近に位置しているのでJRの車窓からも見ることができる。

## アクセス
JR磐越西線「上野尻駅」から徒歩50分、またはJR磐越西線「野沢駅」からタクシー15分